# 黄雲
黄雲（こううん、生没年不詳）とは、江戸時代または明治時代の絵師。

## 来歴
出自・経歴は一切不明。ニューオータニ美術館所蔵の肉筆美人画「合せ鏡図」（紙本着色）に「黄雲」という落款と印章があり、この絵の作者として知られるのみである。『幻の浮世絵美人たち』は画風などから、「合せ鏡図」を「幕末明治期の模古的作品」としているが、『肉筆浮世絵大観』では天明から寛政にかけての頃の作としており、この絵がいつごろ描かれたのか、また作者とされる「黄雲」がいつの時代の人物であったかも明らかではない。